# Nemoura normani
Nemoura normani är en bäcksländeart som beskrevs av William Edwin Ricker 1952. Nemoura normani ingår i släktet Nemoura och familjen kryssbäcksländor. Inga underarter finns listade i Catalogue of Life.